# Зворотний гортанний нерв
Зворотний гортанний нерв (лат. nervus laryngeus recurrens) — це одна з гілочок блукаючого нерва (10-ї пари черепних нервів), що постачає рухові та чутливі волокна до гортані та інервує голосові зв'язки.

## Загальна характеристика
Нерв називається зворотним, внаслідок специфічного анатомічного розгалуження: гілочка зворотного нерву відходить від блукаючого нерва на рівні нижньої третини трахеї, в безпосередній близькості до зв'язки Беррі, звідки він піднімається назад до гортані.
У людини лівий гортанний нерв відходить від блукаючого нерва на рівні його перетину з дугою аорти латеральніше артеріальної зв'язки. Він огинає дугу аорти ззаду, і піднімається спереду від неї в борозні між трахеєю і виступаючим з-під неї стравоходом.
Правий гортанний нерв відходить від блукаючого нерва на рівні його перетину з підключичної артерією, огинає її ззаду і піднімається спереду від неї по боковій поверхні трахеї.
Далі обидва нерва кожен зі свого боку перетинається з нижньої щитоподібної артерією і підступають до гортані як нижні гортанні нерви.
Від гортанних нервів відходять такі гілки: нижні шийні серцеві нерви; трахеальні гілочки (іннервують слизову оболонку, залози і гладкі м'язи трахеї); стравохідні гілочки (іннервують слизову оболонку, залози і поперечносмугасту мускулатуру верхнього відділу стравоходу).

## Клінічне значення
Зворотний нерв має істотне значення при оперативних втручаннях на щитоподібній залозі, оскільки він розташовується по задній поврехні щитоподібної залози та може бути пошкоджений або зазнати метастатичного ураження злоякісними пухлинами щитоподібної залози. В залежності від рівня пошкодження нерва, пацієнт може тимчасово або назавжди втратити голос:
- При односторонньому ураженні — виникає хрипота, проте порушення голосу компенсовані
- Двобічне ураження нерву призводить до порушень акту дихання та втрати голосу (афонія)

## Історія
Гален був першим, хто продемонстрував нерв та описав клінічні прояви його ураження: параліч голосових зв'язок у тварин, та у двох немовлят, яким було проведено операцію з приводу зобу.